# الکسندر بوکریشکین
الکسندر بوکریشکین (روسی: Алекса́ндр Ива́нович Покры́шкин؛ ۶ مارس ۱۹۱۳ – ۱۳ نوامبر ۱۹۸۵) یکی از خلبانان نیروی هوایی شوروی طی جنگ جهانی دوم بود که بعدها به درجه مارشال هوایی شوروی(بلندمرتبه‌ترین درجه در نیروی هوایی شوروی) دست یافت.
وی همچنین برندهٔ جوایزی همچون نشان لنین، درجه پرچم سرخ، قهرمان اتحاد شوروی، مدال ستاره طلایی، مدال دفاع از قفقاز، مدال آزادسازی پراگ، مدال تسخیر برلین، و نشان خدمات برجسته (ارتش آمریکا) شده‌است.